# NGC 2661
NGC 2661 este o emission-line galaxy⁠(d) situată în constelația Racul. A fost descoperită în 19 martie 1784 de către William Herschel. Se află la o distanță de 60,6 de megaparseci de Pământ.